# Goniothalamus andersonii
Goniothalamus andersonii är en kirimojaväxtart som beskrevs av James Sinclair.
Goniothalamus andersonii ingår i släktet Goniothalamus och familjen kirimojaväxter. Inga underarter finns listade i Catalogue of Life.